# سیلی (کالیفرنیا)
سیلی (به انگلیسی: Seeley) یک منطقهٔ مسکونی در ایالات متحده آمریکا است که در شهرستان ایمپریال، کالیفرنیا واقع شده‌است. سیلی ۳٫۲۱۸ کیلومتر مربع مساحت و ۱٬۷۳۹ نفر جمعیت دارد و -۱۱ متر بالاتر از سطح دریا واقع شده‌است.